# Pezé-le-Robert
Pezé-le-Robert è un comune francese di 374 abitanti situato nel dipartimento della Sarthe nella regione dei Paesi della Loira.

## Società

### Evoluzione demografica
Abitanti censiti